# Zanguezour (massif)
Pour les articles homonymes, voir Zanguezour.

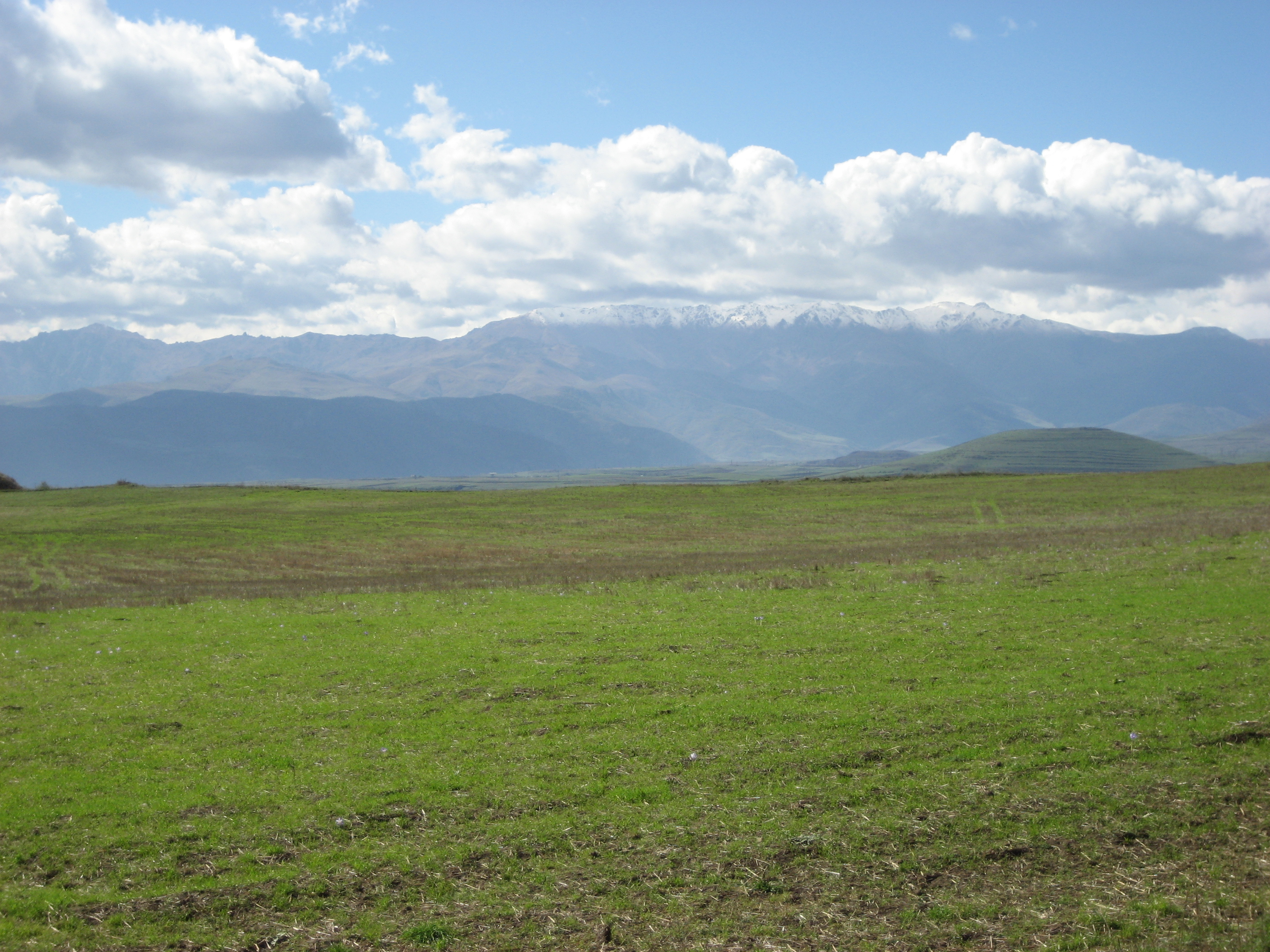
Le Zanguezour

Le Zanguezour (en arménien : Զանգեզուրի լեռնաշխթա, en azéri : Zəngəzur) est un massif montagneux du Sud du Caucase. Il sert de frontière naturelle entre la république autonome du Nakhitchevan (qui appartient à l'Azerbaïdjan) et la province arménienne de Siounik ; le col de Sissian, haut de 2 346 mètres, permet difficilement de franchir cette chaîne de montagne pour parvenir au Nakhitchevan lorsqu'il est ouvert (actuellement fermé à tout trafic en raison du conflit opposant l'Arménie à l'Azerbaïdjan). Le massif se situe en moyenne à 2 200-2 400 mètres. Sa partie nord, totalement située en Arménie, sépare la partie méridionale du pays de ses parties nord et ouest et le seul itinéraire routier de cette région le franchit au col de Vorotan.
Le Zanguezour comporte la deuxième plus grande étendue de forêts de l'Arménie. Le massif du Zanguezour est riche en molybdène, cuivre et zinc.
Le Zanguezour avait été évoqué comme itinéraire bis de l'oléoduc Bakou-Tbilissi-Ceyhan.
Le nom Zanguezour pourrait venir de Dzaguezor qui signifie canyon de Dzag, Dzag étant le nom d'un ancien patriarche de Siounik.